# Signe Sand
Signe Sand (14. maj 1912 - 24. oktober 1959) var en dansk lærer og modstandskvinde under 2. verdenskrig.